# Districtul Saarbrücken
Districtul Saarbrücken este un district rural (Landkreis) în landul Saarland, Germania. Administrația districtului își are centrul în orașul Saarbrücken.
1. ↑  Gesetz Nr. 1632 zur Reform der saarländischen Verwaltungsstrukturen (în germană), Saarbrücken: Amtsblatt des Saarlandes, 13 decembrie 2007, p. 2426